# Chikujō-gun

Landkreis Chikujō in der Präfektur Fukuoka

Chikujō (jap. 築上郡, -gun) ist ein Landkreis in der Präfektur Fukuoka in Japan. 
Zum 1. September 2020 hatte er 30.733 Einwohner auf einer Fläche von 187,43 km².

## Geschichte
Am 11. Oktober 2005 vereinigten sich die beiden Dörfer Shinyoshitomi und Taihei, um die Kleinstadt Kōge zu bilden.

## Politik
Der Landkreis Chikujō liegt zusammen mit Buzen, Tagawa (Stadt), Tagawa (Landkreis), Yukuhashi und Miyako in dem etwa 260.000 Einwohner umfassenden Wahlkreis 11 der Präfektur Fukuoka.

## Gemeinden
- Chikujō
- Kōge
- Yoshitomi